# Belinda (nombre)
El nombre Belinda es un nombre propio femenino común de etimología desconocida. Puede haber sido acuñado del italiano bella.". Algunos eruditos han especulado que Belinda deriva del nombre propio germánico Betlindis. También puede ser una combinación de 'Belle' ("belleza") y 'Linda' ("bonito").